# Nippon Kokan Soccer Club 1982
Questa voce raccoglie le informazioni riguardanti il Nippon Kokan Soccer Club nelle competizioni ufficiali della stagione 1982.

## Stagione
Benché quasi mai in gara nella lotta per la salvezza in campionato (dove la squadra rimase inchiodata sul fondo della classifica, concludendo all'ultimo posto, valevole per la retrocessione diretta in seconda divisione), il Nippon Kokan ottenne buone prestazioni nelle coppe giungendo sino alle semifinali della coppa di lega (dove fu eliminato dai futuri vincitori del Furukawa Electric, che prevalsero solo dopo la sequenza dei tiri di rigore) e difendendo la Coppa dell'Imperatore sino al secondo turno, in cui fu estromesso dal Mazda.

## Maglie e sponsor
Le divise sono prodotte dall'Adidas.
| Manica sinistra · Manica sinistra · Maglietta · Maglietta · Manica destra · Manica destra · Pantaloncini · Pantaloncini · Calzettoni · Calzettoni |

## Rosa
| N. |                     | Ruolo | Calciatore        |
| -- | ------------------- | ----- | ----------------- |
|    | Giappone (bandiera) | P     | Tatsuji Sakonjū   |
|    | Giappone (bandiera) | D     | Hiroaki Sakamoto  |
|    | Giappone (bandiera) | D     | Koichi Osono      |
|    | Giappone (bandiera) | D     | Hisao Kuramata    |
|    | Giappone (bandiera) | D     | Kuniharu Nakamoto |
|    | Giappone (bandiera) | D     | Kenji Saito       |
|    | Giappone (bandiera) | D     | Kazuya Fukui      |
|    | Giappone (bandiera) | D     | Yasuo Inagaki     |
|    | Giappone (bandiera) | C     | Nobuo Fujishima   |
|    | Giappone (bandiera) | C     | Kuniya Yamamoto   |

| N. |                     | Ruolo | Calciatore       |
| -- | ------------------- | ----- | ---------------- |
|    | Giappone (bandiera) | C     | Atsushi Shiozaki |
|    | Giappone (bandiera) | C     | Yoichi Hayashi   |
|    | Giappone (bandiera) | C     | Akira Kawakami   |
|    | Giappone (bandiera) | C     | Kōji Tanaka      |
|    | Giappone (bandiera) | C     | Fumio Narita     |
|    | Giappone (bandiera) | A     | Toshio Matsuura  |
|    | Giappone (bandiera) | A     | Koju Fujimoto    |
|    | Giappone (bandiera) | A     | Hiroshige Mukai  |
|    | Giappone (bandiera) | A     | Nobuyo Fujishiro |

## Statistiche

### Statistiche di squadra
| Competizione          | Punti | Totale | Totale | Totale | Totale | Totale | Totale | DR  |
| Competizione          | Punti | G      | V      | N      | P      | Gf     | Gs     | DR  |
| --------------------- | ----- | ------ | ------ | ------ | ------ | ------ | ------ | --- |
| JSL Division 1        | 11    | 18     | 1      | 9      | 8      | 12     | 23     | -11 |
| JSL Cup               | -     | 3      | 1      | 2      | 0      | 8      | 2      | +6  |
| Coppa dell'Imperatore | -     | 2      | 1      | 0      | 1      | 3      | 2      | +1  |
| Totale                |       | 23     | 3      | 11     | 9      | 17     | 27     | -10 |